# Vivian (voornaam)
Vivian is van oorsprong een Engelse voornaam, die zowel aan meisjes als aan jongens wordt gegeven. 
De naam Vivian is afgeleid van het Latijnse vivus, wat "levend" betekent. De naam betekent dus zoveel als "levendig, vol leven".

## Andere talen
De naam wordt op verschillende manieren uitgesproken, de meest voorkomende zijn vivian, vivi-en of vivianne.
Vaak zit het verschil hem in de klemtonen. De volgende spellingsvarianten komen voor:
- Bébhinn (Gaelic)
- Bébhionn (Gaelic)
- Bébinn (Gaelic)
- Béibhinn (Gaelic)
- Bevin (Gaelic)
- Bibiana (Galicisch, Italiaans, Spaans)
- Vianne (Engels)
- Viivi (Fins)
- Vivian  (Engels, Estisch)
- Viviana (Galicisch, Italiaans, Spaans)
- Viviane (Portugees)
- Vivianne (Frans)
- Vivien  (Engels)
- Viviette  (Engels)
- Vivyan (Engels)

## Bekende naamdraagsters
- Vivienne van den Assem, Nederlandse actrice en presentatrice
- Vivian Boelen, Nederlandse presentatrice
- Vivian Cheruiyot, Keniaanse atlete
- Vivienne Garrett, Australische actrice
- Vivien van Geen, Nederlandse politica
- Vivien Leigh, Engelse actrice
- Bibian Mentel, Nederlandse snowboardster
- Vivianne Miedema , Nederlandse voetbalster
- Viviane De Muynck, Belgische actrice
- Viviane Reding, Luxemburgse politica
- Vivian Reijs, Nederlandse presentatrice
- Vivian Ruijters, Nederlandse atlete
- Vivien Searcy, Amerikaanse countryzangeres
- Vivienne Segal, Amerikaanse actrice
- Vivian Slingerland, Nederlandse presentatrice
- Vivian Vance, Amerikaanse actrice
- Vivienne Westwood, Engelse modeontwerpster

## Fictieve naamdrager
- Vyvyan, een door Adrian Edmondson gespeeld karakter in de televisieserie The Young Ones